# Muotathal
Muotathal – miejscowość i gmina w Szwajcarii, w kantonie Schwyz, w okręgu Schwyz. Leży nad rzeką Muota.

## Demografia
W Muotathal mieszka 3 478 osób. W 2021 roku 6,1% populacji gminy stanowiły osoby urodzone poza Szwajcarią. 

## Transport
Przez teren gminy przebiega droga główna nr 387.